# Oposición obrera
La oposición obrera fue una corriente del Partido Comunista de Rusia (bolchevique).
La oposición, que desarrolló una variante del marxismo-leninismo, se basaba fundamentalmente en las ideas de Aleksandr Shliápnikov, obrero metalúrgico, presidente del sindicato metalúrgico en 1917 y primer comisario del pueblo de Trabajo de los Gobiernos soviéticos (Sovnarkom). Su posición, sin embargo, recibió un apoyo limitado tanto entre los bolcheviques como entre los sindicalistas. Sus principales miembros, entre ellos en evidencia otro metalúrgico Serguéi Pávlovich Medvédev (1885–1937), provenían de funcionarios bolcheviques de los sindicatos. Aleksandra Kolontái se unió a la corriente a comienzos de 1921.
Defendía el control obrero de la administración industrial, a la vez que exigía disciplina a los trabajadores.

## Formación
La corriente surgió de las críticas de Shliápnikov a la política laboral del Gobierno de Lenin a comienzos de 1919, publicadas inicialmente en el Izvestia a finales de marzo. Shliápnikov defendía el control sindical de la economía, mientras la administración quedaría en manos de los sóviets (consejos) y el partido mantendría una función de supervisión política e ideológica de ambos. Esta propuesta fue rechazada en el IX Congreso del Partido, pero esto no frenó el crecimiento de la facción entre los sindicalistas del partido. A finales de septiembre de 1920, se asumía que la mayoría de los dirigentes sindicales del partido respaldaban las tesis de Shliápnikov. En diciembre, ya llamada «controversia de los sindicatos», que consistía en dirimir el papel que estos debían tener en la economía y el gobierno nacional, se agudizó con la presentación de Shliápnikov de «El partido y los sindicatos», en la que arremetía contra la burocracia, defendía el control sindical de la industria y prometía una gestión más eficiente gracias a la iniciativa de los trabajadores. El 30 de diciembre, en una reunión de representantes sindicales y de la delegación bolchevique al VIII Congreso de los Sóviets, Shliápnikov presentó su plan de control sindical de la industria. En él se planteaba la formación de una estructura piramidal sindical elegida en la base por todos los trabajadores. La planificación económica, por el contrario, permanecía en manos de los comisariados, el Consejo Económico Supremo y los sóviets, pero estos no debían estorbar la gestión sindical de la industria ni menoscabar la autonomía de los sindicatos. Los sindicatos podrían incluso elegir a parte de los miembros del Consejo Supremo; el partido quedaba sin una tarea clara en el plan de Shliápnikov.

## El X Congreso del Partido y el fin de la oposición obrera

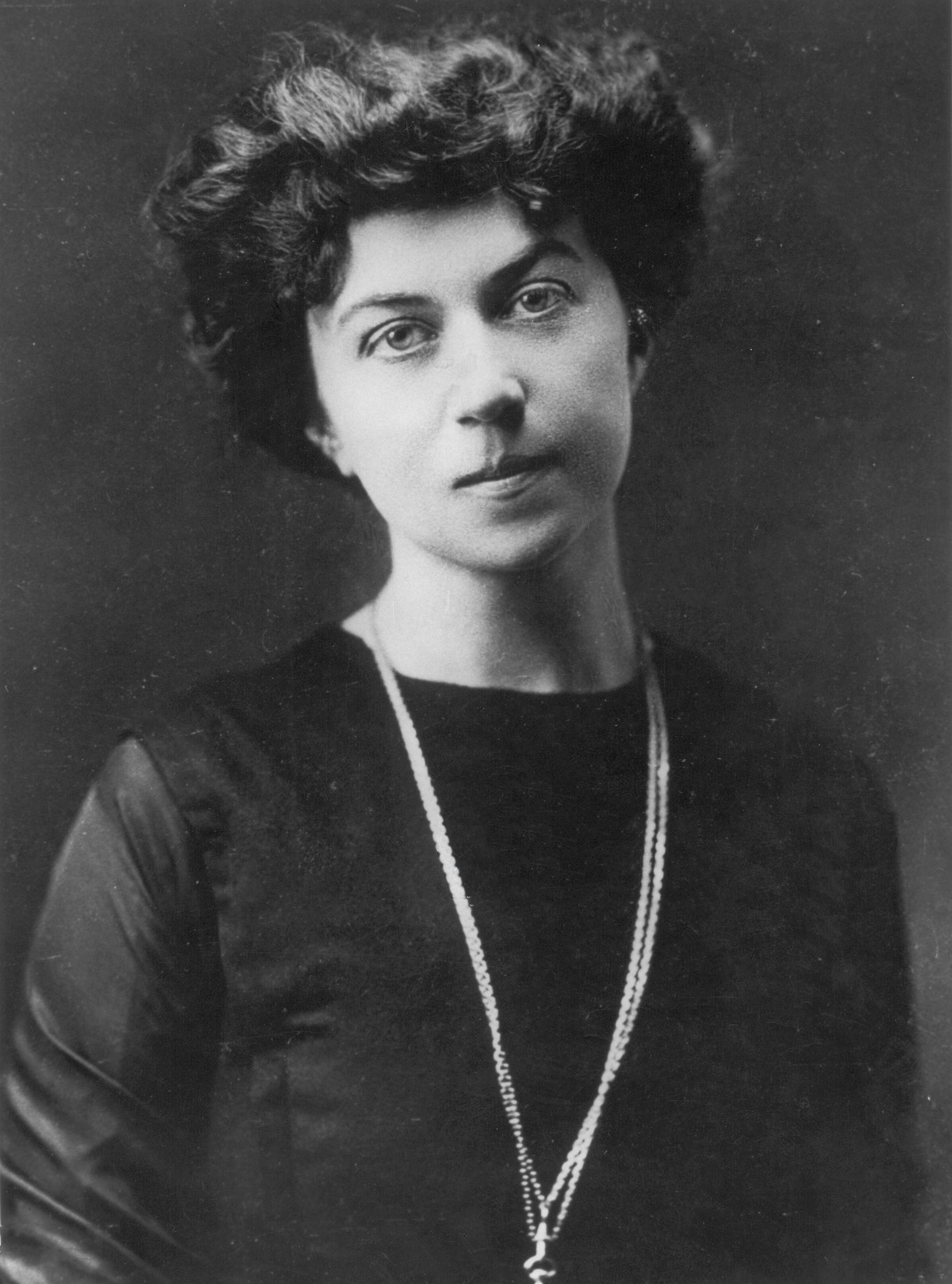
Aleksandra Kolontái mentora y vocera de la oposición obrera

La proclama de la oposición, publicada en Pravda el 25 de enero de 1921, adoptó casi literalmente el plan de Shliápnikov. El plan, según sus defensores, debía  convertir «al trabajador de un apéndice de una inerte maquinaria económica en el artífice consciente del comunismo.». A finales de mes, se unió a la corriente Aleksandra Kolontái, que preparó un opúsculo que se repartió al comienzo del X Congreso del Partido. En «La Oposición Obrera», Kolontái resumía con elocuencia la posición de la corriente y criticaba más abiertamente que Shliápnikov al partido que debía, en su opinión, reformarse, expulsando a los elementos no obreros o campesinos, permitiendo el debate interno y las elecciones. Kolontái exigía la expulsión de los «oportunistas» que se habían afiliado después de mediados de 1918 y un periodo de trabajo manual al año a todo miembro del partido. Consideraba que estas medidas acabarían con el alejamiento del partido del proletariado y de los dirigentes del partido de las bases. La oposición rechazaba rotundamente las propuestas de Lenin y Trotski de gestión cuasimilitar de los trabajadores y exigía sindicatos independientes del partido.
Las tesis de la oposición produjeron intensos y agrios debates entre la dirección del partido y la oposición. El propio Lenin había comenzado a refutar la postura de la oposición, acusándola de desear «sindicalizar» el Estado y eliminar el papel del partido. En vísperas del congreso, Lenin trató por diversos medios de deshacerse de la oposición, incluido el de elegir a los principales dirigentes de la oposición al comité central, con la esperanza de moderar o neutralizar sus críticas. En efecto, Shliápnikov y otro destacado miembro de la oposición, el presidente de la Unión sindical del Textil Iván Kutúzov, resultaron elegidos al comité central. El último día del congreso, Lenin logró aprobar por abrumadora mayoría dos resoluciones, una sobre la unidad del partido y otra sobre la «desviación anarco-sindicalista», dirigidas contra la oposición y que debían acabar finalmente con ella. En el congreso, Lenin había combinado las concesiones en economía (implantación del impuesto en especie al campesinado y fin de las requisiciones) con la supresión de la oposición —dentro y fuera del partido—, que temía pudiese aprovechar las liberalización parcial de la economía para organizarse políticamente. Para evitar lo que veía como peligro de que los enemigos del régimen aprovechasen las disensiones internas para debilitarlo, logró aprobar en el congreso la prohibición de grupos disidentes en el seno del partido. En contra de lo defendido por la oposición, los sindicatos se convertían en «escuelas de comunismo», encargados en la práctica no de representar los intereses obreros ante el Estado proletario, sino los del Estado ante los obreros.
A finales de 1920 y principios de 1921, una vez derrotadas las «fuerzas blancas» en la Guerra Civil Rusa, en el seno del partido surgió una disputa sobre el papel que debían tener los sindicatos en el Estado soviético. Tres corrientes eran las principales: la de Trotski, que deseaba integrarlos en la administración y que participasen en la gestión de la industria y los veía como organizaciones dedicadas a la instrucción y a la disciplina de los obreros; la de Lenin y la mayoría del comité central, que no deseaba integrarlos en el aparato del Estado pero sí utilizarlos como «escuelas de comunismo» donde se reeducase a los trabajadores; y la oposición obrera, que veían en los sindicatos organizaciones que debían dedicarse a labores educativas y de propaganda y, a la vez, concentrar toda la gestión económica del país. Los cargos con responsabilidades en economía debían contar con el beneplácito de los sindicatos, sus candidatos a estos puestos debían aceptarse de inmediato y las fábricas debían quedar en poder de comités elegidos por los trabajadores.

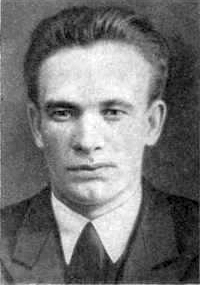
Yury Lutovínov, secretario del Consejo Central de Sindicatos de toda la Unión, outro miembro fundador de la oposición obrera

La oposición, con escaso respaldo entre los dirigentes principales del país, se hallaba en desventaja ante las otras dos corrientes en las discusiones sobre los sindicatos. El 30 de diciembre de 1920, en una serie de discursos de Lenin, Zinóviev —que defendía la misma postura que este— y Trotski, quedaron perfiladas las posiciones de estas dos corrientes: el ingreso de los sindicatos en la administración y su participación en la gestión económica que defendió este último, y la mayor autonomía y uso propagandístico de ellos por los dos primeros.
El congreso, sin embargo, no eliminó la oposición ni acalló las críticas; en julio Kolontái y Shliápnikov se mostraron abiertamente contrarios a la Nueva Política Económica, que tildaban de regreso al capitalismo.
Al año siguiente, Shliápnikov dirigió la presentación de la Declaración de los Veintidós («Заявление двадцати двух») ante el Comintern en la que reiteraba sus anteriores críticas y que firmaron varios ex representantes destacados de la oposición y otros miembros del partido de extracción obrera, mientras que Kolontái se limitó a refrendarla al pie junto con su amiga Zoya Shadurskaya quien como ella era de origen noble. Tanto el comité ejecutivo del Comintern como el XI Congreso del Partido condenaron la Declaración, y  Shliápnikov, Medvédev y Kolontái fueron propuestos para la expulsión del partido. Sin embargo, esto no fue seguido, a pesar de que la propuesta había sido adelantada por una comisión formada nada menos que por Zinóviev, Stalin y Dzerzhinski, y los tres opositores solo fueron duramente advertidos de no repetir, bajo pena de expulsión, comportamiento fraccionario. Este puso fin a la corriente como grupo unificado, aunque parte de sus ideas pervivieron en el Grupo Obrero de Gavriil Miasnikov.
Perseguidos durante las dos siguientes décadas, sus principales miembros no sobrevivieron a Stalin. A pesar de que siempre se declararon inocentes, Shliápnikov, Medvédev y muchos otros fueron condenados por terrorismo contra el Estado y el partido y fusilados en 1937: entre ellos Aleksey Semyonovich Kiseliov (1879–1937), Ivan Ivánovich Kutuzov [Zakharov] (1885–1937), Aleksándr Fyodorovich Tolokontsev (1889–1937), Genrikh Ivánovich Bruno (1889–1937), Fiódor Afanásievich Bulkin-Semiónov (1888–1937), Nikolay Afanasyevich Kubiak (1882–1937) y los dos expulsados en 1922 ya mencionados anteriormente en la nota. Yury Khrisanfovich Lutovínov (1887–1924) se había suicidado en 1924, Mikhail Ivanovich Chelyshev (1888–1937) murió en el hospital a fines de 1937 de un infarto, aparentemente ocurrido durante los duros interrogatorios de la policía política. Sólo Kolontái sobrevivió a las purgas, adhiriéndose públicamente al estalinismo en 1927, sirviendo como diplomática soviética en diversos países hasta 1945 y muriendo de muerte natural en Moscú en 1952.
En su biografía de Shlyápnikov, Barbara Allen concluye el último capítulo antes del epílogo, con estas palabras:

No hubo un 'juicio espectáculo' de la oposición obrera, ya sea porque no encajaba en la narrativa del oposicionismo que Stalin deseaba construir o porque Shlyápnikov y sus camaradas más cercanos no sucumbieron a la presión de degradar a sí mismos y calumniar a otros al servicio del 'partido'. Para ellos, el partido no era Stalin y su banda, sino una institución política revolucionaria organizada por los trabajadores para lograr una vida mejor para los oprimidos. Esta firme convicción les ayudó a resistir la retórica y la narrativa de Stalin sobre el pasado del partido y a imaginar una alternativa a su visión del socialismo.
Barbara C. Allen, Alexander Shlyapnikov, 1885–1937: Life of an Old Bolshevik, pp. 364-365

Después del fin del estalinismo, Shlyápnikov fue rehabilitado en 1963, Medvédev en 1977. La decisión que anuló el caso de este último por falta de pruebas enfatizó que "Ninguno de los juzgados en el caso de la oposición obrera se confesó culpable".